# Blahoslavení
Blahoslavení (v originále La santa piccola) je italský hraný film z roku 2021, který režírovala Silvie Brunelli podle vlastního scénáře. Snímek měl světovou premiéru na filmovém festivalu v Benátkách dne 8. září 2021.

## Děj
V neapolské čtvrti Sanità se během církevního svátku malá Annaluce stane hrdinkou, když v jejích dlaních obživne omráčená holubice, což se v očích všech jeví jako zázrak.
Holčička žije v malém bytě se svou matkou a starším bratrem Linem, který jako poslíček živí rodinu. Lino tráví svůj volný čas s kamarádem Mariem.

Farář daruje rodině posvěcenou sochu Madony z Lurd a lidé z okolí začnou projevovat úctu „malé světici“, takže se jejich byt zakrátko promění v poutní místo.
Lino to všechno považuje za vykořisťování své malé sestry, která však skutečně projevuje hlubokou víru a vřele vítá věřící, kteří se s ní modlí.
Lino s Mariem si jako přivýdělek prostituuje se staršími ženami a homosexuály. V těchto dobrodružstvích se projeví Mariova sexuální přitažlivost k Linovi, který ale není gay.
Annaluce upadne do jakési mystické extáze. Lino, otřesený zjištěním, že je Mario do něj zamilovaný, je odhodlaný vrátit svou malou sestru zpět do normálního života. Zničí sochu Panny Marie a hodí z okna všechny votivní dary. Dívka se opravdu probere z polovědomého stavu, zatímco množství darovaných peněz, které Lino také vyhodil z okna „malé světice“, utvrdí chudé lidi ze sousedství, že opět způsobila další zázrak.

## Obsazení
| Francesco Pellegrino | Lino         |
| Vincenzo Antonucci   | Mario        |
| Sara Ricci           | Marina       |
| Gianfelice Imparato  | otec Gennaro |
| Pina Di Gennaro      | matka        |
| Sophia Guastaferro   | Annaluce     |
| Luigi Chiocca        | soused       |
| Alessandra Mantice   | Assia        |